# イタリア人民党 (1919-1926)
イタリア人民党（イタリアじんみんとう、イタリア語: Partito Popolare Italiano）は、1919年に成立したカトリック政党。シンボルは「Libertas」と書かれた十字軍の盾。

## 概要
1919年、ローマ教皇ベネディクトゥス15世の認可をえて結成された。ルイジ・ストゥルツォ書記長のもとで、教育の自由、地方分権、社会立法、小農民の保護などを主張し、1919年選挙で100議席を獲得して第二党になり、1921年選挙でもほぼ同数の議席を保った。しかし、1922年10月27日の「ローマ進軍」で、10月31日にムッソリーニ内閣が成立すると、ファシズムに対して党内の右派と左派で意見が分裂、党勢は衰えていった（1924年4月6日、総選挙）。ムッソリーニ政権のもとで非合法化され、1926年11月5日解散を命じられてその活動を終えた。

## 影響
第二次世界大戦中の1942年に人民党を継承する政党としてキリスト教民主主義(DC)が成立した。戦後の共和制成立後キリスト教民主主義は一貫して連立与党の座にあったが、長期政権が続いたことによって政治腐敗が蔓延し、1990年代初めのタンジェントポリの摘発によって多くの所属議員が検挙され、国民の支持を失った。1994年に党名を改めてイタリア人民党とした。